# Euphorbia haematantha
Euphorbia haematantha är en törelväxtart som beskrevs av Pierre Edmond Boissier. Euphorbia haematantha ingår i släktet törlar, och familjen törelväxter.
Artens utbredningsområde är Ecuador. Inga underarter finns listade i Catalogue of Life.